# Mirco Di Tora
Mirco Ametrano Di Tora (ur. 19 maja 1986 w Ferrarze) – włoski pływak, mistrz Europy w sztafecie 4 x 100 m stylem zmiennym oraz srebrny medalista Mistrzostw Europy na dystansie 50 m stylem grzbietowym, mistrz Europy na krótkim basenie w sztafecie 4x50 m stylem zmiennym, uczestnik Igrzysk Olimpijskich na 100 m stylem grzbietowym oraz w sztafecie 4x100 m stylem zmiennym.